# Parador de El Hierro
El parador de El Hierro es un establecimiento hotelero de 4 estrellas, perteneciente a la empresa pública española Paradores de Turismo, situado en Las Playas en el municipio de Valverde de la isla española de El Hierro (Santa Cruz de Tenerife).

## Historia
Es el último parador que se construyó en las islas en 1976, promovido por el Ministerio de Información y Turismo, aunque inaugurado  más tarde ya con la Secretaría de Estado de Turismo. Esta obra siguió la vieja influencia de realizar la arquitectura de los paradores canarios con el sentido del periodo autárquico, en el que lo popular cobraba influencia sobre lo moderno racionalista.
Ocupa un amplio espacio junto al mar (con problemas por inundaciones en varias ocasiones, como el gran temporal de enero de 1999), en uno de los lugares más solitarios de la isla, entre el gran risco de Las Playas y el océano.
En 2021 se rodó en el Parador de El Hierro gran parte de la segunda temporada de la serie Hierro, en la cual el hotel juega un papel importante como escenario de un crimen.